# Paul Grapow
Adolf Heinrich Paul Wilhelm Grapow (* 10. März 1831 in Stettin; † 25. Juli 1875 in Swinemünde) war ein deutscher Kartograf und Kapitän zur See der Kaiserlichen Marine.

## Leben
Paul Grapow war ein Sohn des späteren preußischen Generalmajors Gottlieb Ludwig Wilhelm Grapow und  Henriette, geb. Müller (1796–1862).
Von 1853 bis 1855 war er Seekadett 1. Klasse und wurde dann am 18. Dezember 1855 Leutnant zur See II. Klasse. Ab 1860 Leutnant zur See I. Klasse wurde er mit der Indienststellung des Schiffes Ende Juni 1861 Kommandant des Dampfkanonenbootes II. Klasse Jäger und blieb bis zur unerwarteten Außerdienststellung Mitte Oktober des gleichen Jahres in dieser Position. 1862 kam er auf die Gazelle und blieb auch nach seiner Überführung vom Leutnant zur See I. Klasse zum Kapitänleutnant 1864 auf dem Schiff. Von Juni 1866 bis September 1866 war er Kommandant der Gefion.
Als Korvettenkapitän war er ab Ende April 1867 mit Unterbrechungen bis November 1868 Kommandant der Aviso Loreley. Von Mai 1869 an war er als Nachfolger von Adolph Wilhelm Berger mit Unterbrechung bis Juli 1870 Kommandant der Segelfregatte Niobe, welche unter seinem Kommando eine Auslandsreise nach Westindien durchführte. 1870/71 war er Kommandant der Gedeckten Korvette Elisabeth. Unter seinem Kommando sollte die Korvette im Deutsch-Französischen Krieg als Handelsstörkreuzer eingesetzt werden, was durch einen Maschinenschaden, welcher bis zum Abschluss des Friedensvertrages nicht behoben werden konnte, letztendlich verhindert wurde. Anschließend war er für ein Jahr Vorstand des Hydrographischen Bureaus, der Vorgängerorganisation des Nautischen Departements im Reichsmarineamt, welches später sein Sohn Max führte. Am 19. September 1872 wurde er zum Kapitän zur See befördert und war 1873 Kommandeur der I. Matrosendivision in Kiel. Mit einer erneuten Indienststellung des Schiffes am 19. Mai 1874 bis zur erneuten Außerdienststellung am 13. Oktober 1874 war er Kommandant des Panzerschiffs Kronprinz. Vom 19. Mai 1875 bis zu seinem Tod im Juli 1875 – er starb an einem Herzinfarkt – war er erneut Kommandant der wieder eingesetzten Kronprinz.
Ab 1867 hatte er nautische Vermessungen und Zeichnungen durchgeführt, welche er zu unterschiedlichen Kartenwerken zusammenführte und diese Karten u. a. als Seekarten der deutschen Nordseeküste in mehreren Auflagen durch die kaiserliche Admiralität als Herausgeber publizierte.
Paul Grapow heiratete am 19. Dezember 1859 Elisabeth Henriette Berta Larissa Georgine Simon (1839–1885). Ihr gemeinsamer Sohn Max, wurde 1915 geadelt und später Admiral der Kaiserlichen Marine.

## Werke (Auswahl)
- Deutsche Bucht der Nordsee, 1867 bis 1869
- Spezialkarte der Eider, 1867/1868
- Übersichtskarte der Schleswig-Holsteinschen Westküste, 1868/1869.
- Übersichtskarte der Jade-, Weser- und Elb-Mündungen, 1867/68.
- Der Norddeutsche Lootse, 2. Auflage, 1873.